# Fritillaria pallidiflora
Fritillaria pallidiflora Schrenk è una pianta perenne monocotiledone appartenente alla famiglia delle Liliacee.
L'epiteto specifico pallidiflora è dovuto al colore tenue dei suoi fiori.

## Descrizione
Le foglie hanno riflessi grigio/azzurri. I fiori sbocciano in maggio e sono giallo pallido, con un centro rosso. Sbocciano su fusti alti fino a 50 cm.

## Distribuzione e habitat
La specie è diffusa in Kazakistan, Kirghizistan e nella regione cinese dello Xinjiang.

## Coltivazione
La specie ha ottenuto un certo successo come pianta ornamentale, ottenendo importanti riconoscimenti dalla Royal Horticultural Society. Predilige posizione ombreggiata o in pieno sole, in terreni ricchi e freschi.